# Dolenje, Sežana
Dolenje este o localitate din comuna Sežana, Slovenia, cu o populație de 28 de locuitori.